# The Holiday
The Holiday és una comèdia romàntica de 2006 dirigida per Nancy Meyers i protagonitzada per Kate Winslet i Cameron Diaz. La història narra com, gràcies al servei d'intercanvi de cases, dues dones troben l'amor.

## Argument
Amanda Woods (Cameron Diaz), propietària d'una pròspera agència de publicitat dedicada a la creació de tràilers de pel·lícules, viu en una luxosa mansió del sud de Califòrnia (Estats Units). Iris Simpkins (Kate Winslet), l'encarregada de redactar la popular columna sobre casaments de The Daily Telegraph, viu en una encantadora caseta de Surrey (Regne Unit). Malgrat que l'Iris i l'Amanda viuen a 10.000 km de distància, les dues han arribat a la mateixa conclusió. Després d'haver trencat les relacions amb els seus xicots, pocs dies abans de Nadal decideixen que necessiten unes vacances. Així és com l'Amanda troba per casualitat la casa de l'Iris en una pàgina web especialitzada en l'intercanvi de cases. Convençudes de què el canvi d'aires és l'antídot perfecte pels seus problemes, sense pensar-s'ho dues vegades, acorden canviar de continent i prestar-se les seves llars durant dues setmanes. L'Iris s'instal·la en l'assoleiada casa californiana de l'Amanda, mentre que aquesta última aterra en el nevat camp anglès i gaudeix de la còmode soletat de Rose Hill Cottage. El que cap de les dues espera és que, precisament, allà hi trobaran el que menys volen: una nova relació. Per una banda, l'Amanda coneixerà en Graham (Jude Law), l'atractiu germà de l'Iris, quan aquest es presenta per equivocació a la porta de casa seva. Per altra banda, l'Iris, inspirada per Arthur, un famós guionista de l'Època Daurada de Hollywood, es reconciliarà amb el gènere masculí quan coneix en Miles, un compositor que treballa amb l'exnòvio de l'Amanda. Inesperadament, les dues dones descobriran que els millors viatges són aquells en els que es deixa tot enrere i permeten començar de nou.

## Repartiment
- Cameron Diaz com Amanda Woods
- Kate Winslet com Iris Simpkins
- Jude Law com Graham Simpkins
- Jack Black com Miles Dumont
- Eli Wallach com Arthur Abbott
- Edward Burns com Ethan Ebbers
- Rufus Sewell com Jasper Bloom
- Miffy Englefield com Sophie
- Emma Pritchard com Olivia
- Sarah Parish com Hannah
- Shannyn Sossamon com Maggie
- Bill Macy com Ernie
- Shelley Berman com Norman
- Kathryn Hahn com Bristol
- John Krasinski com Ben

## Producció
Tenint en compte que la trama de la història té lloc a Amèrica i Europa, The Holiday va haver de rodar-se a cavall entre els dos continents. En concret, per escenificar el barri californià de l'Amanda es va utilitzar un dels barris exclusius de Los Angeles caracteritzats pels seus jardins i luxosa elegància. Una decoració que harmonitzava amb el disseny modern i fred de la seva casa. Més complicat va ser trobar la caseta de conte de fades de l'Iris. Després de molt buscar la van trobar, per casualitat, al poble medieval de Shere (Surrey), al sud d'Anglaterra. Una caseta càlida i colorida que contrastava amb l'ambient blanc i hivernal del camp anglès en ple desembre.

## Crítica
Com sol ser habitual en el gènere de la comèdia romàntica, The Holiday es recolza principalment en els seus personatges i en el carisme i bon fer dels seus intèrprets. Conscients d'això, a cap crític se li va escapar la popularitat dels actors protagonistes escollits per Nancy Meyers. Segons la majoria, tots s'introdueixen perfectament en els seus papers i només en el cas de Jack Black es van presentar alguns dubtes sobre l'encert de l'elecció. En general, la pel·lícula es va definir com "agradable encara que sense cap efecte sorpresa. (...) una opción atractiva pel gran públic durant les festes de Nadal" (Justin Chang: Variety). Javier Ocaña, del diari El País, va ser més concret i la va destacar com "una película curosament escrita al voltant d'assumptes intemporals (...) Amb uns diàlegs molt creïbles, un exquisit gust per la rèplica afilada i fins i tot transcendent, i una realització molt elegant".

## Banda Sonora
La música es converteix en aquesta pel·lícula en un instrument més per realçar l'atmosfera sentimental de les seves imatges. De fet, la rellevància de la música és especialment notable en la relació entre Iris (Kate Winslet) i Miles (Jack Black), ja que aquest últim compon música com una forma d'expressar el seu amor per l'Iris. La banda sonora que acompanya aquesta història és un recull de melodies de diferents artistes, però, especialment, del seu director musical Hans Zimmer i Heitor Pereira. Aquesta és la llista de cançons:
1. "Maestro" de Hans Zimmer - 3:53
2. "Iris and Jasper" de Hans Zimmer i Lorne Balfe - 3:24
3. "Kayak for One" de Ryeland Allison - 1:30
4. "Zero" de Hans Zimmer i Atli Orvarsson - 2:44
5. "Dream Kitchen" de Hans Zimmer i Henry Jackman - 1:35
6. "Separate Vacations" de Hans Zimmer, Lorne Balfe i Imogen Heap - 1:47
7. "Anything Can Happen" de Hans Zimmer i Heitor Pereira - 0:48
8. "Light My Fire" de Hans Zimmer - 1:14
9. "Definitely Unexpected" de Hans Zimmer i Lorne Balfe - 3:34
10. "If I Wanted To Call You" de Hans Zimmer i Atli Orvarsson - 1:50
11. "Roadside Rhapsody" de Hans Zimmer i Henry Jackman - 1:39
12. "Busy Guy" de Hans Zimmer i Henry Jackman - 1:28
13. "For Nancy" de Hans Zimmer, Atli Orvarsson i Lorne Balfe - 1:27
14. "It's Complicated" de Hans Zimmer i Imogen Heap - 1:00
15. "Kiss Goodbye" de Heitor Pereira i Herb Alpert - 2:33
16. "Verso E Prosa" de Heitor Pereira - 1:59
17. "Meu Passado" de Hans Zimmer, Henry Jackman i Lorne Balfe - 1:25
18. "The 'Cowch'" de Hans Zimmer, Heitor Pereira, Lorne Balfe i Imogen Heap - 2:42
19. "Three Musketeers" de Hans Zimmer, Heitor Pereira, Lorne Balfe i Imogen Heap - 2:44
20. "Christmas Surprise" de Hans Zimmer i Lorne Balfe - 2:32
21. "Gumption" de Hans Zimmer, Atli Orvarsson i Henry Jackman - 3:45
22. "Cry" de Hans Zimmer, Lorne Balfe i Heitor Pereira - 2:39